# Хирнс, Томас
Томас Хирнс (англ. Thomas Hearns; 18 октября 1958, Мемфис, Теннесси, США) — американский боксёр-профессионал, выступавший в полусредней, 1-й средней, средней, 2-й средней, полутяжёлой и 1-й тяжёлой весовых категориях. Бывший чемпион мира в полусредней (версия WBA, 1980—1981), 1-й средней (версия WBC, 1982—1986), средней (версия WBC, 1986—1987), 2-й средней (версия WBO, 1988—1990) и полутяжелой (версия WBA, 1991—1992) весовых категориях. В целом, победил 14 боксёров за титул чемпиона мира в пяти весовых категориях. Один из сильнейших боксеров 1980-х годов.

## Профессиональная карьера
Дебютировал в ноябре 1977 года.
В августе 1980 года во 2-м раунде нокаутировал чемпиона в полусреднем весе по версии WBA Пипино Куэваса. В 1980 год Хирнс успешно защитил свой титул, победив Луиса Примеру, Рэнди Шилдса и Пабло Баэса.

#### Объединительный бой с Шугаром Рэем Леонардом
В сентябре 1981 года состоялся объединительный поединок между двумя выдающимися боксерами — чемпионом мира по версии WBA Томасом Хирнсом и чемпионом мира по версии WBC Шугаром Рэем Леонардом. Хирнс выигрывал по очкам. В 14-м раунде рефери остановил бой. Хирнс потерпел 1-е поражение. После этого боя Хирнс поднялся в 1-й средний вес.

#### Чемпионский бой с Уилфредом Бенитесом
В декабре 1982 года Хирнс вышел на ринг против известного чемпиона мира и самого молодого чемпиона в 1-м среднем весе по версии WBA Уилфреда Бенитеса. Хирнс победил большинством голосов судей. 
В феврале 1984 года Хирнс защитил титул, разгромив по очкам Луиджи Минчилло. 
В июне 1984 года Хирнс во 2-м раунде нокаутировал легендарного Роберто Дурана. 
В сентябре 1984 года он в 3-м раунде нокаутировал Фреда Хатчингса. После этого боя Хирнс поднялся в средний вес.

#### Чемпионский бой с Марвином Хаглером
В апреле 1985 года Хирнс вышел на бой против абсолютного чемпиона в среднем весе знаменитого Марвина Хаглера. Это был один из самых зрелищных боев за всю историю бокса. Хирнс предложил Хаглеру открытый агрессивный бой, и Хаглер принял вызов. В 3-м раунде Хаглер нокаутировал противника. Вскоре Хирнс вернулся в 1-й средний вес. 
В 1986—1987 годах Хирнс дважды защитил титул WBC в 1-м среднем весе, победив Марка Медала и Денниса Эндриеса. После этого он вновь поднялся в средний вес.

#### Чемпионский бой с Хуаном Доминго Рональдом
В октябре 1987 года в бою за вакантный титул WBC в среднем весе Хирнс нокаутировал Хуана Доминго Рольдана.
В июне 1988 года Хирнс был неожиданно нокаутирован в 3-м раунде Айреном Баркли. Бой получил статус «апсет года» по версии журнала «Ринг». После этого Хирнс перешёл во 2-й средний вес.
В ноябре 1988 года Хирнс завоевал вакантный второстепенный титул WBO во 2-м среднем весе, победив большинством голосов судей Джеймса Кинчена.

#### Реванш с Шугаром Рэем Леонардом
В июне 1989 года состоялся 2-й бой Томаса Хирнса и Шугара Рэя Леонарда. На кону стояли 2 титула во 2-м среднем весе — WBO со стороны Хирнса и WBC со стороны Леонарда. Леонард был в нокдауне в 3-м и 11-м раундах. Решением большинства голосов судей была объявлена ничья. Решение было спорным.
В апреле 1990 года Хирнс победил Майкла Оладжиде. После этого Хирнс поднялся в полутяжелый вес. 

#### Чемпионский бой с Вирджилом Хиллом
В июне 1991 года Хирнс победил непобеждаемого чемпиона мира в полутяжелом весе по версии WBA Вирджила Хилла.
В марте 1992 года Хирнс во 2-й раз встретился с Айреном Баркли. Баркли вновь победил, на этот раз по очкам раздельным решением судей. После этого Хирнс поднялся в 1-й тяжелый вес.
С 1993 по 1999 годы Хирнс проводил бои против малоизвестных противников. В апреле 2000 года он проиграл нокаутом во 2-м раунде Юрайю Гранту. После этого Хирнс не выступал 5 лет. Хирнс вернулся в 2005 году. Провел 2 боя против малозначимых противников, и ушёл из бокса в 2006 году.